# Maria Bergmann
Maria Bergmann (* 15. Februar 1918 in Höchst/Odenwald; † 4. Januar 2002 in Baden-Baden) war eine deutsche Pianistin. Sie wurde 1946, im Gründungsjahr des Südwestfunks, dessen erste Rundfunkpianistin.

## Leben
Maria Bergmann lernte das Klavierspielen zuerst autodidaktisch. Ab dem 12. Lebensjahr erhielt sie Klavierunterricht. Mit einem Stipendium studierte sie das Fach Klavier am Wiesbadener Konservatorium.
1936 folgte ihr erstes Konzert-Engagement als Pianistin. 1938 wurde ihr von der Frankfurter Reichsrundfunkkammer die Mikrofon-Eignung als Klaviersolistin bescheinigt. Daraufhin erhielt sie ihr erstes Rundfunk-Engagement. Auf Wunsch von Heinrich Strobel, Leiter der Musikabteilung des 1946 neu gegründeten Südwestfunks (SWF), wurde sie am 1. Oktober 1946 die erste Hauspianistin des SWR. 
Sie spielte live in zahlreichen Radiosendungen und begleitete viele bekannte Solisten bei Studioaufnahmen. Auch war sie durch ihre Vielseitigkeit, Zuverlässigkeit und Perfektion bei den Dirigenten sehr beliebt, unter anderem bei Karlheinz Stockhausen, Igor Strawinsky, Rafael Kubelík, Josef Schelb und Pierre Boulez. Während ihrer 36-jährigen Berufstätigkeit spielte sie über 1.000 Musikwerke ein, die in ca. 450 Sendeterminen ausgestrahlt wurden. 1982 ging sie in Pension. 
Am 24. April 1999 erhielt Maria Bergmann in Schloss Ludwigsburg die Verdienstmedaille des Landes Baden-Württemberg.
Anlässlich ihres 80. Geburtstags gab Maria Bergmann am 15. Februar 1998 im Rahmen einer festlichen Matinée im Hans-Rosbaud-Studio des SWR in Baden-Baden ein letztes öffentliches Konzert. Sie starb fast 84-jährig am 4. Januar 2002 und fand ihre letzte Ruhestätte in Baden-Baden.

## Ehrungen
- 1984: Bundesverdienstkreuz am Bande
- 1999: Verdienstmedaille des Landes Baden-Württemberg (heute Verdienstorden)[2]